# Église Saint-Didier de Préaux
 (mars 2018).
L'église Saint-Didier est érigée dans la commune de Préaux, département de l'Ardèche en région Auvergne-Rhône-Alpes. Son architecture est de style néogothique. Des éléments peuvent être inspirés de l’église de Quintenas. L'édifice est situé au cœur du chef-lieu de la commune.

## Historique
- XIIe siècle : La paroisse de Préaux est une dépendance du prieuré d’Andance, lui-même rattaché à l’abbaye de la Chaise-Dieu. À cette époque, l’ensemble des paroisses vivaroises situées au nord du Doux relèvent de l’archidiocèse de Vienne.
- 1536 : Détachement du prieuré d’Andance de l’abbaye de la Chaise-Dieu au profit du Collège de Tournon nouvellement créé par le cardinal François de Tournon, abbé en commende de la Chaise-Dieu.
- 1561 : Ce collège et toutes les paroisses attachées sont prises en charge par les pères de la Société de Jésus (jésuites). Ce sera ainsi jusqu'à la dissolution de cet ordre à la fin du XVIIIe siècle.
- 1789 : Révolution…
- 1793 : Fermeture de l’église au culte ?
- 1802 : Réouverture officielle au culte : l’église demeure paroissiale dans le cadre de la mise en place de l’organisation temporelle concordataire.
- 1832 : Constitution du cadastre « napoléonien » de Préaux. L’église apparait sur le plan. Elle se situe au même emplacement que l’église actuelle.
- 1865 : Décision de procéder à la reconstruction de l’église du village sur le même emplacement. Publication d’un article dans les colonnes de l’hebdomadaire local Le Journal d’Annonay du 26 novembre : « Les projets suivants ont été récemment approuvés par MM. les Ministres des cultes et de l’instruction publique et par M. le Préfet de l’Ardèche : (…) Commune de Préaux, reconstruction de l’église, montant de la dépense 17629,85 francs. L’adjudication des travaux de Préaux (…) est annoncé pour le mardi 12 décembre prochain à Satillieu ».
- 1878 : Consécration [1] du nouvel édifice (7 juin).
- 1894 : Passage de Mgr Joseph-Michel-Frédéric Bonnet, évêque de Viviers dans le cadre de sa tournée pastorale en Haut-Vivarais au lendemain de la consécration de l’église de Satillieu (19 avril).
- 1906 : Inventaire de l’église dans le cadre de la Loi de séparation des Églises et de l'État. L'opération, prévue le 23 février, est reportée en l’absence de témoins exigés par la loi. Le Journal d’Annonay du 10 mars rapporte :  « A Préaux les portes ont été ouvertes dès la première sommation ».
- 1907 : Lu dans La Croix de l’Ardèche : une « Mission » est prêchée en avril.
- 1925 : Une « Mission » est prêchée dans l’église en février par les PP. Perissin, Faber et Broquin. Elle a duré 15 jours.
- 1960 et 1965 : Classement d'objets parmi les « monuments historiques ».
- Fin années 1960 : Réorganisation du chœur.
- 1974 : Inscription d'objets parmi les « monuments historiques ».
- 1994 : La paroisse de Préaux, les autres paroisses catholiques du canton de Satillieu et celle de Lafarre forment l’« Ensemble Inter Paroissial de Satillieu ».
- 2003 : Création de la paroisse « Saint-François Régis des vals d’Ay et de la Daronne », par fusion des paroisses catholiques situées sur les territoires des cantons de Satillieu et de Saint-Félicien à l’exception d’Arlebosc (1er janvier) [2].
- 2016 : Campagne de travaux d'entretien sur les toitures et les fenêtres (mars - avril).
- 2022 : Campagne de travaux de peinture dans le chœur (novembre).

## Description générale
Composée d’un clocher sur la façade principale surmontant le portail d’entrée, l’église est à trois nefs voûtées en croisées d’ogive. Son plan est de type basilical .

## Vocable
- Saint Didier est le patron de cette église.

## Visite de l'édifice

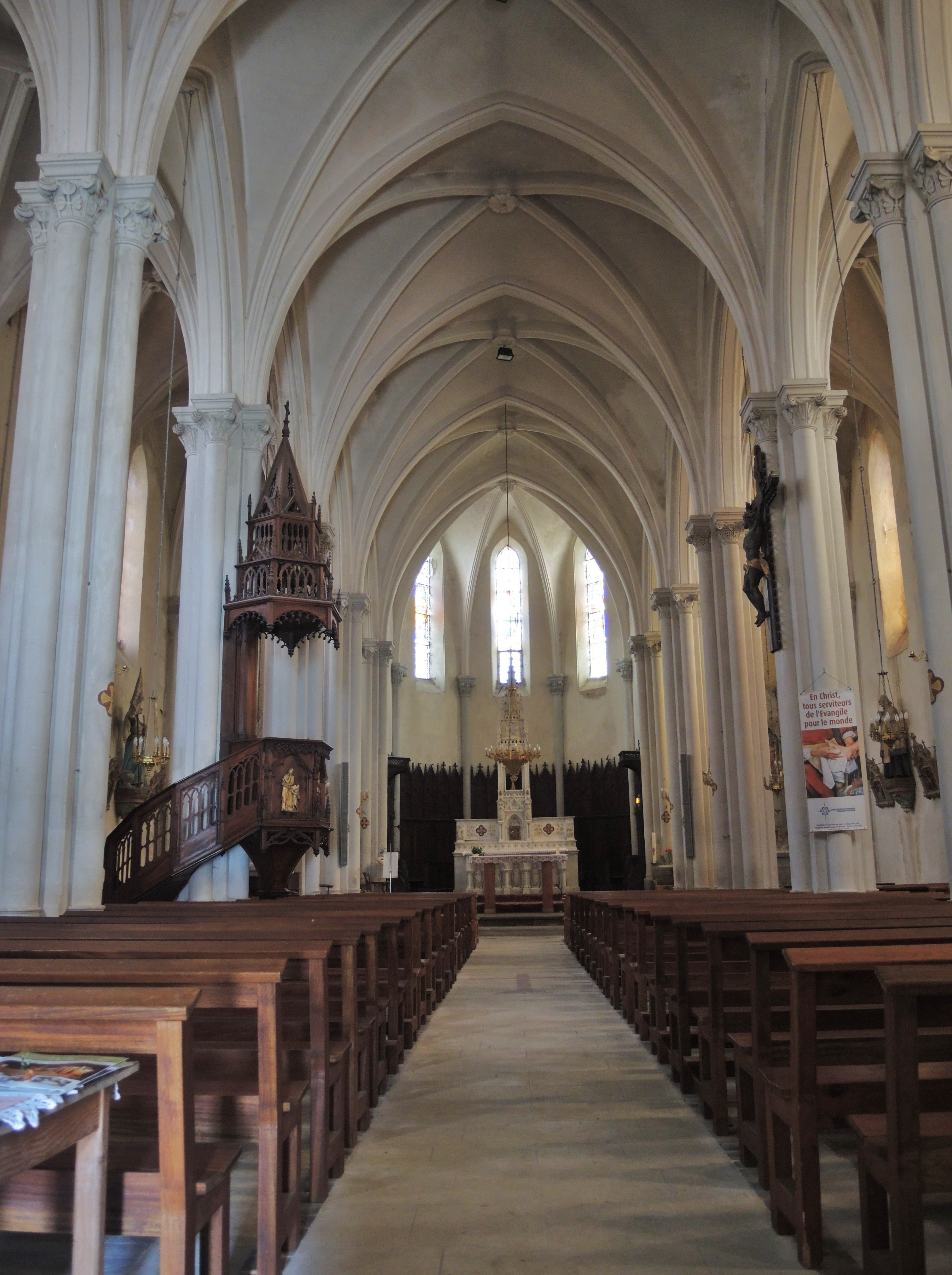
Intérieur de l'église

### Le sanctuaire
Plusieurs éléments aux fonctions liturgiques précises :
- Dans la nef, nous trouvons un Christ en croix.

- Dans le chœur prennent place :
  - le siège de présidence,
  - l’ambon,
  - l’autel.

Contemporains avec leurs lignes épurées, l’ambon et l’autel ont été placés à l’issue du Concile Vatican II (deuxième partie du XXe siècle) pour permettre la célébration « face au peuple ».
- Dans une nef latérale se trouve le tabernacle plus précisément au sein de la chapelle du Sacré-Cœur.

### Vitraux
Certains vitraux représentent des portraits de saints comme saint Didier, patron de l’église, saint Antoine le Grand, saint Michel, saint Joseph, saint Jean l'Évangéliste et La Sainte Vierge. 
Sur deux d'entre eux figurent les armoiries de Mgr Joseph-Michel-Frédéric Bonnet, évêque de Viviers et les armes du pape Pie IX (NB : Mgr Bonnet était évêque et Pie IX souverain pontife à l’époque de la mise en place des vitraux).
La fenêtre géminée des tribunes est ornée d'un vitrail figurant L'Annonciation.
Les vitraux de l’abside, très lumineux au soleil levant, représentent au centre : Le Sacré Cœur. À gauche nous trouvons : Saint Pierre, à droite : Saint Paul.
Tous ont été réalisés entre 1876 et 1878.

### Sculptures

#### Autels
Le chœur a conservé l’ancien maître-autel en marbre comme décoration centrale. De style néogothique, il est orné d’éléments sculptés : Le Christ entouré des évangélistes, Saint Pierre et saint Paul  au niveau du retable. Le tabernacle est encadré par deux anges adorateurs. 
Aux deux extrémités des bas-côtés se trouvent deux autres autels de style néogothique :
- L’autel de la chapelle de la Vierge,
- L’autel de la chapelle du Sacré Cœur.

#### Statues
Plusieurs statues décorent l'église dont : 
- Vierge à l’Enfant, inscrite parmi les monuments historiques au titre d'objet le 16 janvier 1974 [4],
- Sainte Philomène, inscrite aussi parmi les monuments historiques au titre d'objet le même jour [5],
- Pietà,
- Sainte Jeanne d’Arc,
- Sacré-Cœur entouré de deux anges adorateurs,
- Saint Jean-François Régis,
- Saint Jean-Marie Vianney, curé d’Ars
- Saint Didier, patron de l’église ? .

Elles datent soit du XIXe siècle, soit de la première moitié du XXe siècle.

#### Chemin de croix
Le Chemin de Croix rappelle différents épisodes en quatorze stations du premier vendredi saint : la Passion du Christ.

#### Ancienne chaire
La chaire, aujourd'hui inutilisée, est conservée à son emplacement d'origine comme élément décoratif. Contemporaine sans doute de la construction de l’édifice, elle est de style néogothique. Sa cuve est décorée par des sculptures qui représentent Les évangélistes.

#### Stalles
Dans le chœur prennent place des stalles. Elles n’ont toujours eu ici qu’une fonction décorative. La partie datant du XVe siècle a été classée monument historique au titre d'objet le 12 juillet 1960.

#### Autres éléments
- un bénitier classé monument historique au titre d'objet le 8 décembre 1965 [7]. C’est une cuve octogonale en pierre de pays. Il daterait de la fin du  XVe siècle.
- le monument aux morts commémore le sacrifice de paroissiens entre 1914 et 1918. Il a la particularité d’être placé dans le sas de l’entrée principale et est également monument communal. Les cérémonies civiles se déroulent ainsi dans l’entrée de l’église.

### Cloches
Plusieurs cloches assurent ici les sonneries civiles (heures) et religieuses.

## Chronologie des curés

### ? – 1994
Un curé, aidé parfois d'un vicaire a la charge de la paroisse dont le territoire correspond approximativement à celui de la commune.

### 1994 – 2003
Une équipe presbytérale dont les membres sont « curés in solidum » (responsables solidairement) a la charge de l’ensemble des paroisses catholiques du canton de Satillieu et de celle de Lafarre (Ensemble Inter Paroissial de Satillieu).

### Depuis 2003
Avec la création de la paroisse Saint-François Régis (Ay, Daronne) dont le territoire comprend les cantons de Satillieu et de Saint-Félicien à l’exception d’Arlebosc, soit les vallées de l’Ay et de la Daronne, une Équipe d’Animation Pastorale (E.A.P.) composée de laïcs en mission et de prêtres nommés « curés in solidum » à la charge de la paroisse nouvelle.